# Segunda División 1979-1980 (Spagna)
L'edizione 1979-80 della Segunda División fu il quarantanovesimo campionato di calcio spagnolo di seconda divisione. Il campionato vide la partecipazione di 20 squadre raggruppate in un unico gruppo. Le prime tre della classifica furono promosse in Primera División mentre le ultime quattro furono retrocesse in Segunda División B.

## Classifica finale
|  |     | Classifica 1979-80  | Pt | G  | V  | N  | P  | GF | GS | DR  |
|  | --- | ------------------- | -- | -- | -- | -- | -- | -- | -- | --- |
|  | 1.  | Real Murcia         | 47 | 38 | 19 | 9  | 10 | 58 | 39 | +19 |
|  | 2.  | Real Valladolid     | 45 | 38 | 17 | 11 | 10 | 53 | 40 | +13 |
|  | 3.  | Osasuna             | 44 | 38 | 20 | 4  | 14 | 74 | 49 | +25 |
|  | 4.  | Elche               | 42 | 38 | 15 | 12 | 11 | 46 | 41 | +5  |
|  | 5.  | Castellón           | 42 | 38 | 16 | 10 | 12 | 47 | 42 | +5  |
|  | 6.  | Sabadell            | 41 | 38 | 17 | 7  | 14 | 47 | 49 | -2  |
|  | 7.  | Castilla            | 40 | 38 | 15 | 10 | 13 | 46 | 39 | +7  |
|  | 8.  | Cadice              | 39 | 38 | 15 | 9  | 14 | 43 | 42 | +1  |
|  | 9.  | Alavés              | 38 | 38 | 13 | 12 | 13 | 37 | 39 | -2  |
|  | 10. | Levante             | 38 | 38 | 15 | 8  | 15 | 47 | 51 | -4  |
|  | 11. | Real Oviedo         | 38 | 38 | 13 | 12 | 13 | 40 | 45 | -5  |
|  | 12. | Recreativo Huelva   | 37 | 38 | 12 | 13 | 13 | 38 | 42 | -4  |
|  | 13. | Granada             | 37 | 38 | 13 | 11 | 14 | 42 | 42 | 0   |
|  | 14. | Getafe              | 37 | 38 | 13 | 11 | 14 | 44 | 50 | -6  |
|  | 15. | Palencia            | 36 | 38 | 11 | 14 | 13 | 49 | 49 | 0   |
|  | 16. | Racing Santander    | 36 | 38 | 10 | 16 | 12 | 34 | 39 | -5  |
|  | 17. | Celta Vigo          | 35 | 38 | 12 | 11 | 15 | 48 | 43 | +5  |
|  | 18. | Deportivo La Coruña | 35 | 38 | 15 | 5  | 18 | 49 | 50 | -1  |
|  | 19. | Gimnàstic           | 27 | 38 | 8  | 11 | 19 | 29 | 61 | -32 |
|  | 20. | Algeciras           | 26 | 38 | 7  | 12 | 19 | 29 | 48 | -19 |

## Verdetti
- Real Murcia,  Real Valladolid e  Osasuna promosse in Primera División 1980-1981.
- Castilla finalista della Coppa del Re 1979-1980 e qualificato in Coppa delle Coppe 1980-1981.
- Celta Vigo,  Deportivo La Coruña,  Gimnàstic e  Algeciras retrocesse in Segunda División B 1980-1981.